# Marie Syrová
Marie Syrová (1862 – 26. září 1931) byl česká pedagožka, spisovatelka, básnířka, novinářka a feministka. Působila jako učitelka a později ředitelka dívčí školy v Chlumci nad Cidlinou.

## Život
Narodila se roku 1862. Po získání základního vzdělání absolvovala pražskou školu Ženského výrobního spolku, následně se pak stala se stala učitelkou. Toto povolání bylo v té době při výkonu žen spojeno s příslibem celibátu, Syrová tak zůstala po celý život svobodná. Časopis Světozor uvádí jméno jisté slečny Marie Syrové mezi účastníky poznávací cesty několika desítek Čechů do Spojených států amerických, kterou zorganizoval a realizoval mecenáš, muzejník a cestovatel Vojta Náprstek.
Nejpozději od začátku 20. století začala publikovat své básně v českých periodikách. Tvořila též poezii pro mládež, básně pro děti publikovala mj. v časopise Malý čtenář. Roku 1923 se stala ředitelkou dívčí státní školy v Chlumci nad Cidlinou. Roku 1925 pak odešla do penze.

### Úmrtí
Marie Syrová zemřela 26. září 1931.

## Dílo

### Sbírky poezie (výběr)
- Cestou květy posypanou (1907)
- 1848-1908: ku slavnostní chvíli (1908)
- Co srdce dalo (1931)